# Корнеевка (Киевская область)
Корнеевка (укр. Корніївка) — село, входит в Барышевскую поселковую общину Броварского района Киевской области Украины. До 2020 года входило в состав Барышевского района.
Население по переписи 2001 года составляло 1137 человек. Почтовый индекс — 07571. Телефонный код — 4576. Занимает площадь 4,8 км².

## Достопримечательности
В центре села расположен памятник воинам, погибшим в Великой Отечественной войне.

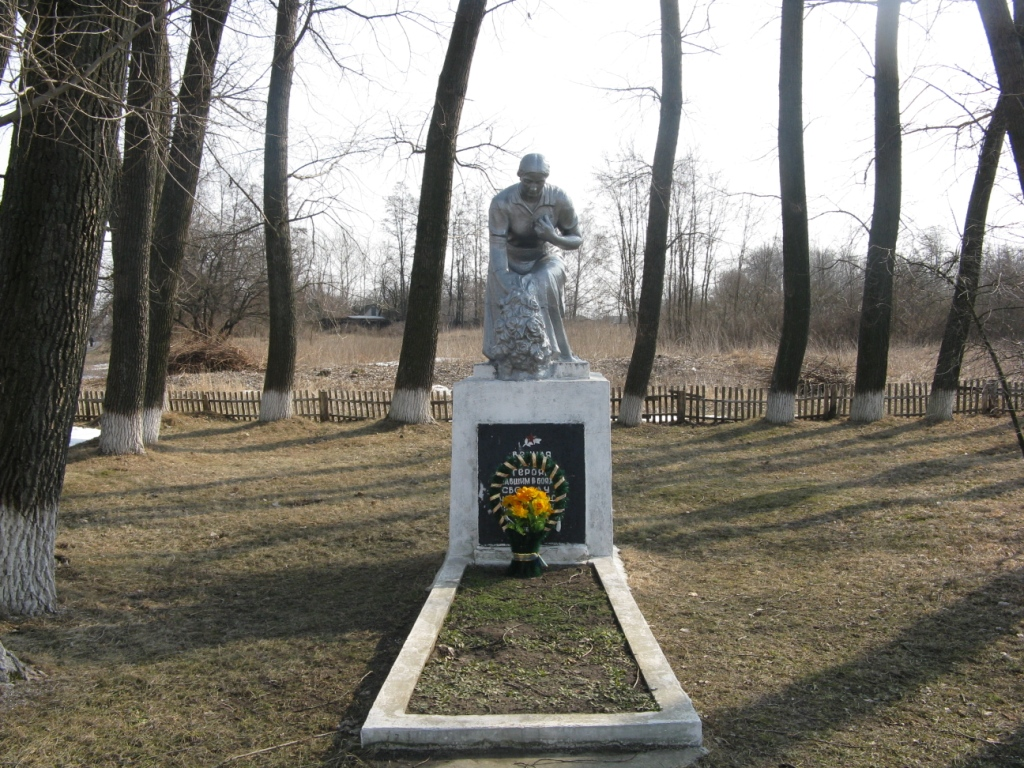
Памятник погибшим в ВОВ

## Местный совет
07560, Киевская обл., Барышевский р-н, c. Корнеевка, ул. Бовищанская, 319